# Rathen (Saksonia)
Rathen − miejscowość i gmina uzdrowiskowa w Niemczech, w kraju związkowym Saksonia, w okręgu administracyjnym Drezno, w powiecie Sächsische Schweiz-Osterzgebirge, wchodząca w skład wspólnoty administracyjnej Königstein/Sächs. Schweiz.
Rathen znajduje się w Saskiej Szwajcarii i jest jednym z punktów startowych do zwiedzenia Bastei.

## Przypisy

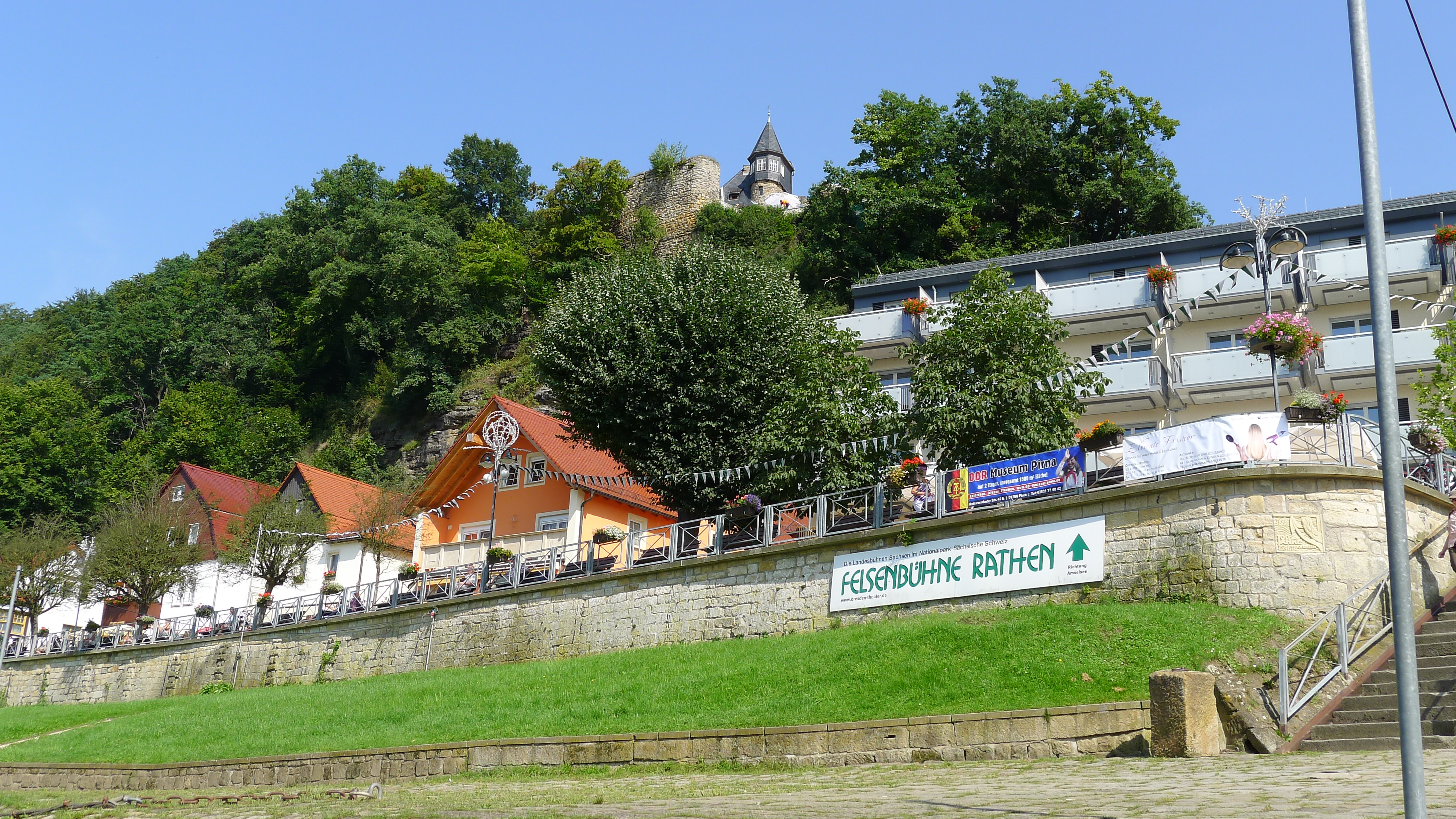
Rathen od strony Łaby
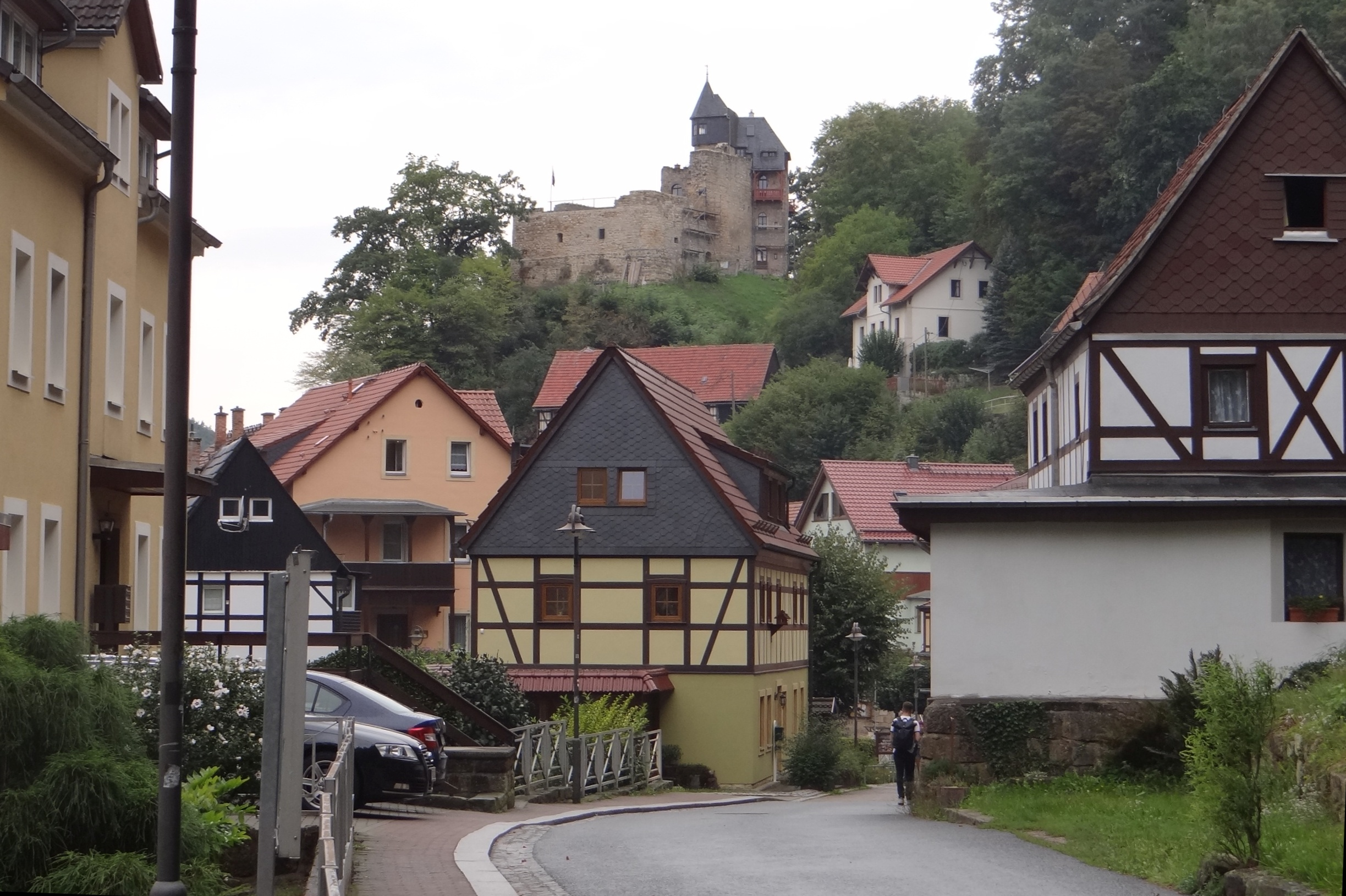
Kurort Rathen
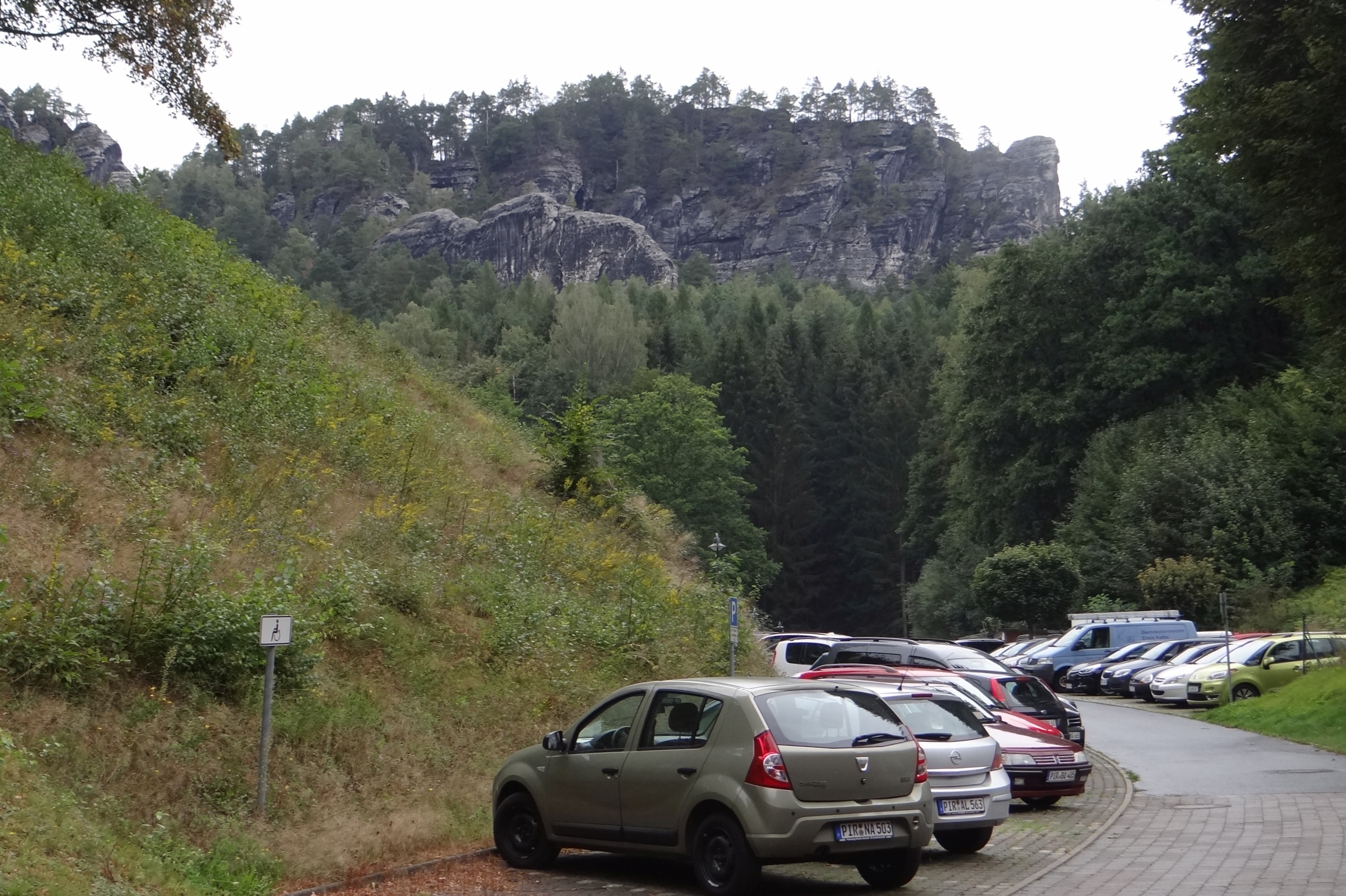
Widok na skały Bastei
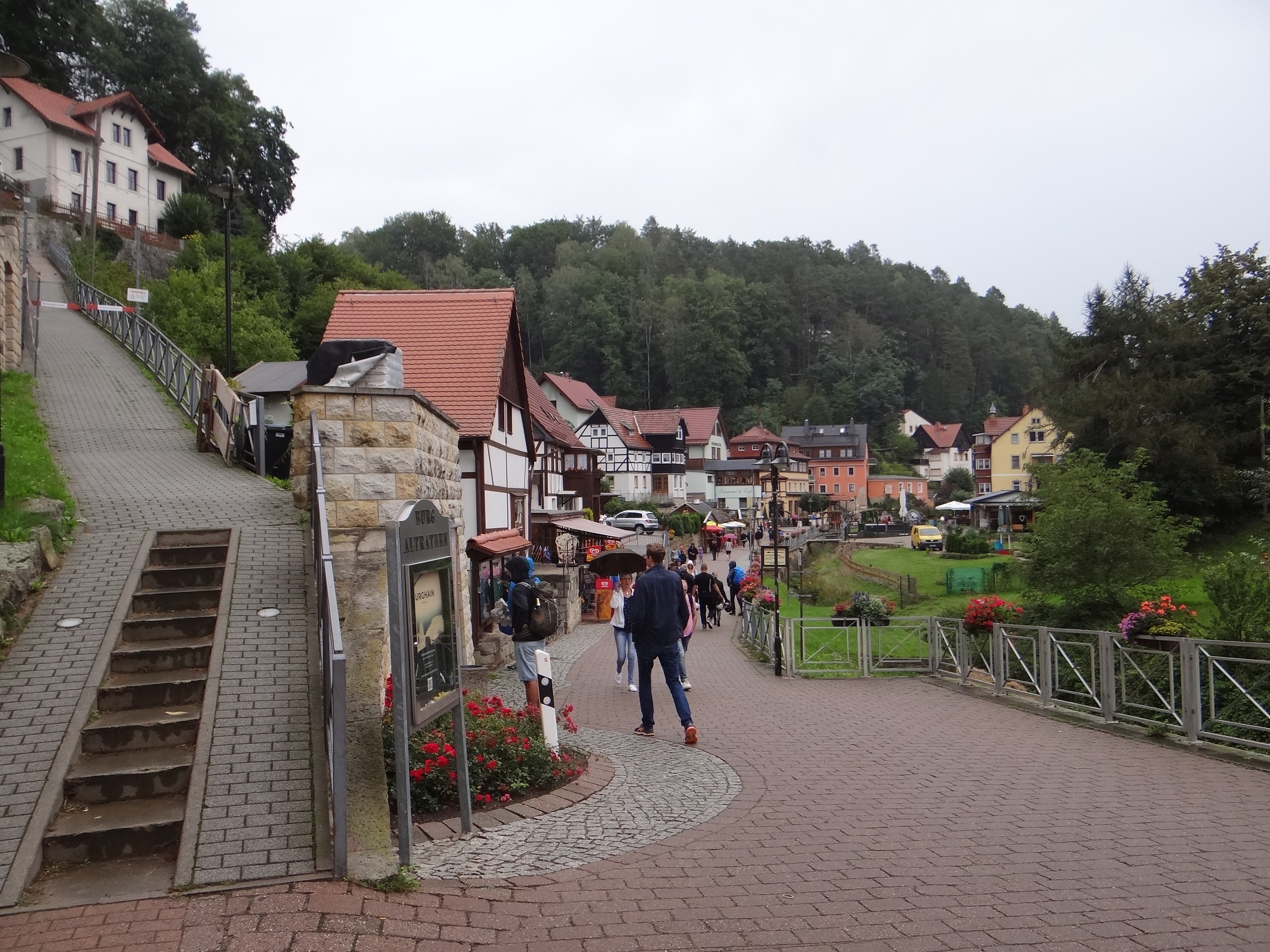
Kurort Rathen

## Współpraca
Miejscowość partnerska:
- Ötigheim, Badenia-Wirtembergia